# 요시다 마나토
요시다 마나토(일본어: 吉田 真那斗, 2001년 11월 16일~)는 일본의 축구 선수이다.

## 구단 경력
2023년 J1리그의 요코하마 F. 마리노스에 입단하였다. 2024년 J2리그의 오이타 트리니타로 이적했다.

## 국가대표팀 경력
그는 2022년 아시안 게임에 참가할 일본 U-23 국가대표팀에 발탁되었으며, 준우승에 기여했다.